# Civitan International
Civitan International (сокр. Civitan) — волонтёрская организация, базирующаяся в Бирмингеме, штат Алабама, представляющая собой ассоциацию клубов общественных работ, основанную в 1917 году.
Целью организации является «создание добропорядочных граждан, предоставляя возможность организации волонтерских клубов, предназначенных для удовлетворения индивидуальных и общественных потребностей с акцентом на помощь людям с проблемами развития». В настоящее время в неё входят почти 1000 клубов по всему миру, включающих 40 000 членов (называемых civitans).

## История

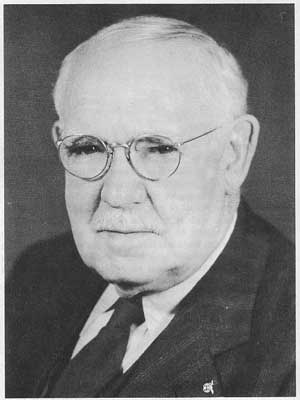
Кортни Шропшир

В 1917 году группа бизнесменов из Бирмингема, которые были членами местного Ротари-клуба, выражали мнение, что клуб слишком много внимания уделял увеличению бизнеса членов клуба, и поэтому они отказались от участия в Ротари Интернешнл. Во главе с Кортни Шропширом, местным врачом, они сформировали независимый клуб под названием «Civitan», название которого происходило от латинского слова «гражданство».
всего через месяц после образования клуба Соединенные Штаты вступили в Первую мировую войну. Поскольку все внимание было сосредоточено на войне, «Civitan» оставался местной организацией. Некоторые из самых ранних её проектов были: поддержка солдат, помоom европейским военным сиротам и поощрение участия избирателей посредством уплаты избирательных налогов. Шропшир задумывал «Civitan» как международную организацию клубов, посвященных служению человечеству. В 1920 году была основана ассоциация International Association of Civitan Clubs. После окончания Первой мировой войны организация стала быстро разрастаться. К июню 1922 года на втором её международном съезде присутствовали делегаты от 115 клубов; в Соединенных Штатах проживало более 3300 участников.
Клуб перенес резкое снижение членства и сбора средств во время Великой депрессии. Некоторые участники даже ставили под сомнение необходимость клубов. Но организация выстояла, отчасти благодаря сотрудничеству с клубами Ротари Интернешнл, Lions Clubs и Kiwanis. «Civitan» испытала ещё одно заметное сокращение членства в начале Второй мировой войны, поскольку многие из её граждански настроенных членов были одними из первых, кто пошел добровольцем на военную службу.
После Второй мировой войны произошел очередной всплеск роста. К 1947 году в организации насчитывалось 10 000 членов. К 1960 году в 998 клубах насчитывалось уже 34 000 активных граждан. К 1950-м годам внимание «Civitan» сместилось на помощь людям с ограниченными возможностями развития. Международный фонд Civitan International Foundation, основанный в 1960 году, оказывал финансовую поддержку многим организациям и программам, которые помогали людям с нарушениями развития. К 2005 году фонд предоставил гранты на сумму 13 000 000 долларов США Международному исследовательскому центру Университета Алабамы в Бирмингеме — первому учреждению в США, которое сосредоточилось исключительно на исследованиях нарушений развития.
Членами Civitan International были или являются многие известные люди, в их числе: Томас Эдисон, президенты Калвин Кулидж, Франклин Рузвельт, Гарри Трумэн и Джон Кеннеди, генерал Джон, Першинг, Корнелиус Вандербильт IV, Ричард Петти, Фрэнк Томас.